# Reticolo romboedrico

Rappresentazione della cella R

Il reticolo romboedrico (o reticolo R) è uno dei 14 reticoli di Bravais, appartenente al sistema trigonale.